# BMX (дисциплина велоспорта)

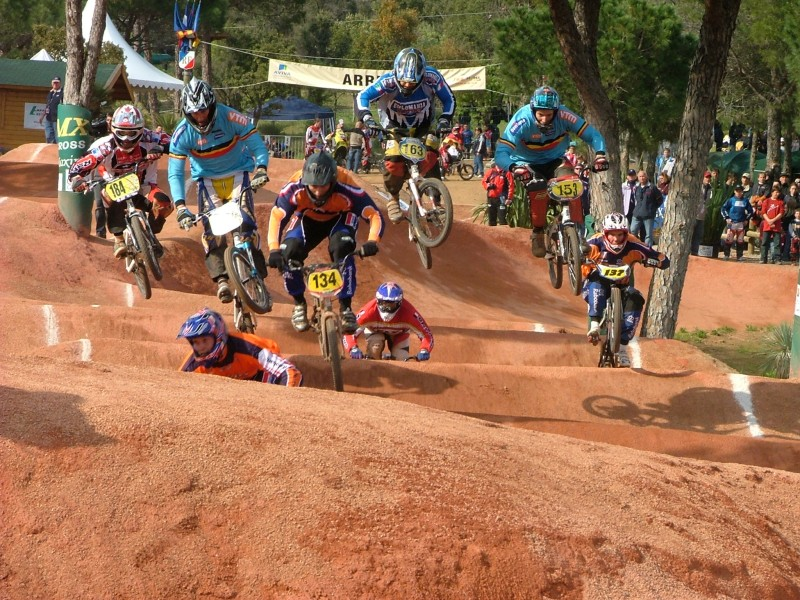

Велосипедный мотокросс, веломотокросс или BMX Racing (англ. Bicycle Motocross, «велосипедный мотокросс») — одна из дисциплин велосипедного спорта. Для этой дисциплины используется одноимённый тип велосипеда — BMX.

## История
BMX Racing появился в 1970-х, когда мотокросс стал популярным видом спорта в США.
Дети и подростки желали во что бы то ни стало также участвовать в мотокроссе, поэтому брали свои велосипеды, одевались в экипировку для мотокросса и соревновались на собственноручно построенных трассах, похожих на трассы мотокросса.
Соревнования по ВМХ предлагали вдохновляющее действие по низкой цене и часто вблизи от дома. Поэтому легко понять, почему этот вид спорта получил такое распространение. В начале 1970-х появился орган управления велосипедным мотокроссом BMX в США. Это событие принято считать официальным стартом ВМХ, а после этого вид спорта был также представлен и на других континентах, среди них в Европе в 1978 году.
В апреле 1981 года была основана Международная Федерация ВМХ (IBMXF) и первый чемпионат мира проведён в 1982 году, это почти на 10 лет раньше первого чемпионата мира по горному велосипеду. ВМХ быстро распространился как уникальная спортивная дисциплина и по истечении нескольких лет имел больше признаков велоспорта, чем мотокросса. Таким образом, с января 1993 ВМХ был включён в Международный союз велосипедистов (UCI).
В октябре 2003 года на очередном конгрессе Международного союза велосипедистов объявлено, что Международный олимпийский комитет (МОК) включит ВМХ в программу Олимпийских игр 2008 года в Пекине, где он был представлен одной мужской и одной женской дисциплинами. Первыми олимпийскими чемпионами стали Марис Штромбергс из Латвии и Анн-Каролин Шоссон из Франции.

## Типы гонок

### Гонка «Классик»
Направление, в котором на грунтовой или асфальтовой трассе не менее 300 метров длинной проводятся соревнования на самое быстрое прохождение трека. Старт даётся со стартовой горы высотой от 1,5 до 9 метров (стандарт трассы суперкросса предполагает 8 метров), на трассе, как правило состоящей из четырёх прямых и трёх виражей, располагаются различные препятствия: «стол» (англ. table), двойной трамплин или «верблюд» (англ. double), тройной трамплин (англ. triple), «ступенька» (англ. step-up), волны и многие другие. Стартуют в одном заезде одновременно до восьми спортсменов. Во время квалификации лучшие 4 гонщика из каждого предварительного заезда проходят в следующий этап, и так до самого финала.

### Гонка «Крузер»
Правила гонки идентичны гонке — «Классик». Та же трасса, только разрешается использовать велосипеды с колёсами 24 дюймов.

### Эстафета
Эстафетная гонка состоит из 4-х этапов. В гонке стартует 4 спортсмена (3 мужчины + 1 женщина). Гонщики каждой команды стартуют в единой форме. Гонка начинается с квалификационных заездов гонки на время. Команды, показавшие время с 1 по 4 место выходят в финал. В финале стартуют 4 команды. Гонщик каждой команды должен проехать круг (свой этап) и передать эстафету своему партнеру.

### Гонка на время
В гонке фиксируется время прохождения трассы. Трассу проходит каждый гонщик по одному. Побеждает гонщик показавший наилучшее время прохождения трассы.